# Barbara Hillary
Barbara Hillary (* 12. Juni 1931 in Manhattan, New York (Bundesstaat), Vereinigte Staaten; † 23. November 2019 in Queens, Vereinigte Staaten) war eine US-amerikanische Krankenschwester und Aktivistin. Sie erreichte 2007 als erste bekannte Afroamerikanerin und bis dahin älteste Person sowohl den Nordpol als auch 2011  den Südpol.

## Leben und Werk
Hillary war die Tochter von Viola Jones Hillary wuchs in Harlem auf. Sie studierte an der The New School in New York City, wo sie einen Bachelor of Arts und einen Master of Professional Studies in Gerontologie erhielt. Sie nutzte ihre Ausbildung, um die Personalentwicklung in Pflegeheimen und ähnlichen Einrichtungen an die Erwartungen einer alternden Bevölkerung anzupassen.
Sie war die Gründerin und Chefredakteurin des The Peninsula Magazine. Dieses Magazin war das erste multiethnische Magazin, das von einer Afroamerikanerin in Queens County, New York City, herausgegeben wurde. Das Magazin war eine gemeinnützige, auf die Gemeinschaft ausgerichtete Publikation. Als gesellschaftliche Aktivistin gründete sie ebenfalls die Arverne Action Association, Inc., die sich der Verbesserung des Lebens in Arverne, New York, und der Rockaway Peninsula Community verschrieben hat.
Im Alter von 67 Jahren überlebte Hillary Lungenkrebs. Sie musste sich einer Operation unterziehen, die dazu führte, dass sie 25 Prozent ihrer Atemkapazität einbüßte. Dies war ihre zweite Krebserkrankung, nachdem sie in ihren Zwanzigern Brustkrebs überlebt hatte. Nach ihrer Pensionierung als Krankenschwester war sie fasziniert von Reisen in die Arktis. Mit 72 Jahren unternahm sie eine Hundeschlittenfahrt in Quebec und fotografierte Eisbären in Manitoba. Dann hörte sie, dass es noch nie eine afroamerikanische Frau bis zum Nordpol geschafft hatte. Eine Polarexpedition kostete damals rund 20.000 Dollar und erforderte Skifahren, was sie noch nie zuvor getan hatte. Sie schrieb Briefe an potentielle Sponsoren und sammelte Spenden, sodass sie schließlich über 25.000 Dollar zusammenbrachte, um ihre Expedition in die Arktis zu finanzieren. Zur Vorbereitung auf ihre Reise nahm sie Langlaufunterricht und engagierte einen Personal Trainer.
Man hatte sie überredet, statt einer längeren Reise an den Nordpol eine Tagestour mit Skiern zu unternehmen. Am 23. April 2007 brach Hillary mit zwei Führern auf Skiern von einem norwegischen Basislager auf und erreichte am selben Tag als erste bekannte afroamerikanische Frau und mit 75 Jahren älteste Person den Nordpol. Fünf Jahre später erreichte sie am 6. Januar 2011 im Alter von 79 Jahren den Südpol.
Nach ihren Expeditionen zum Nord- und Südpol wurde Hillary Gegenstand von Porträts auf NBC News und CNN.com und hielt Reden vor verschiedenen Organisationen, darunter der National Organization for Women (NOW). 2019 reiste sie in die äußere Mongolei, um die Auswirkungen des Klimawandels zu untersuchen.
Hillary starb 2019 im Alter von 88 Jahren.

## Auszeichnungen und Ehrungen (Auswahl)
- 2007: besondere Erwähnung des Repräsentantenhauses der Vereinigten Staaten; eine Resolution, die ihre Leistungen ehrt und anerkennt[10]
- 2008: Woman of Courage Award, National Organization for Women
- 2020: National Women's Hall of Fame[11]
- Spirit of America Award der National Recreational Vehicle Association